# Poritiinae
Poritiinae (лат.) — подсемейство чешуекрылых из семейства голубянок.

## Описание
Мелкие разнообразно окрашенные бабочки с выраженным половым диморфизмом. Задние крылья без хвостовидных выростов по краю. Тело гусениц покрыто длинными щетинками. Они не выделяют секреты, привлекающие муравьев.

## Экология
Личинки большинства представителей трибы Liptenini питаются лишайниками и/или цианобактериями, а Poritiini — листьями деревьев семейств комбретовых, диптерокарповых и буковых. Облигатные и факультативные связи с муравьями описаны у африканских видов этого подсемейства, но не отмечены у азиатских. Более постоянные связи с муравьями проявляют виды, встречающиеся в лесных местообитаниях, тогда как виды в открытых, сухих местообитаниях, как правило, тесной связи с муравьями не проявляют.

## Классификация
Включает более 680 видов в 58 родах и двух трибах Poritiini и Liptenini.

## Распространение
Встречаются в Ориентальной (Poritiini) и Афротропической (Liptenini) областях.